# Леани Ратри Октила
Леани Ратри Октила (Бангкинанг, 6. мај 1991) је индонезијска парабадминтонка. Играла је сваку од три варијације спорта (женски сингл, женски дубл и мјешовити дубл) на највишем свјетском нивоу.
Године 2021. освојила је прву златну медаљу у парабадминтону представљајући Индонезију у женски парови SL3–SU5 на Љетњим параолимпијским играма 2020. године заједно са Халиматус Садија. Октила је такође освојила сребрну медаљу у женском појединачном такмичењу.

## Каријера
Октила је у почетку играла бадминтон као нормална спортисткиња од своје осме године, а такмичила се на националним такмичењима почевши од 1999. године. Међутим, Октила је имала несрећу на мотору 2011. године, због чега јој се лијева нога смањила. Тако је одлучила да пређе у категорију спортиста са инвалидитетом.

## Награде и номинације
| Награда                                      | Година     | Категорија                                                              | Резултати  | Ref.   |
| -------------------------------------------- | ---------- | ----------------------------------------------------------------------- | ---------- | ------ |
| Азијске награде                              | 2021.      | Најбоља спортисткиња                                                    | Номинација | [ 6 ]  |
| Награде Светске бадминтон федерације         | 2018.      | Најбољи женски парабадминтон играч године Свјетске бадминтон федерације | Освојено   | [ 7 ]  |
| Награде Светске бадминтон федерације         | 2019.      | Најбољи женски парабадминтон играч године Свјетске бадминтон федерације | Освојено   | [ 7 ]  |
| Награде Светске бадминтон федерације         | 2020/2021. | Најбољи женски парабадминтон играч године Свјетске бадминтон федерације | Освојено   | [ 8 ]  |
| Награде Светске бадминтон федерације         | 2020/2021. | Парабадминтон пар године (са Харијем Сусантом)                          | Номинација | [ 9 ]  |
| Златна награда, Удружење новинара Индонезије | 2019.      | Најбоља женска параспортисткиња                                         | Номинација | [ 10 ] |
| Златна награда, Удружење новинара Индонезије | 2019.      | Омиљена параспортисткиња                                                | Номинација | [ 10 ] |
| Златна награда, Удружење новинара Индонезије | 2021.      | Најомиљенија параспортисткиња                                           | Освојено   | [ 11 ] |
| Индонежанске спортске награде                | 2018.      | Најомиљенија спортискиња са Халиматус Садијом                           | Освојено   | [ 12 ] |
| Line Today Choice                            | 2021       | Најомиљенији индонезијски спортиста                                     | Номинација |        |
| Параолимпијске награде                       | 2021       | Најбољи женски почетник                                                 | Номинација | [ 13 ] |

## Спортска постигнућа

### Параолимпијске игре
Жене појединачно
| Година | Мјесто одржавања такмичења                       | Противник        | Бодови              | Резултат |
| ------ | ------------------------------------------------ | ---------------- | ------------------- | -------- |
| 2020.  | Национална спортска дворана Јојоги, Токио, Јапан | Кина Ченг Хефанг | 19–21, 21–17, 16–21 | Сребро   |

Женски парови
| Година | Мјесто одржавања такмичења                       | Партнер                     | Противници                        | Бодови       | Резултат |
| ------ | ------------------------------------------------ | --------------------------- | --------------------------------- | ------------ | -------- |
| 2020.  | Национална спортска дворана Јојоги, Токио, Јапан | Индонезија Халиматус Садија | Кина Ченг Хефанг · Кина Ма Хуихуи | 21–18, 21–12 | Злато    |

Мјешовити парови
| Година | Мјесто одржавања такмичења                       | Партнер                 | Противници                                    | Бодови       | Резултат |
| ------ | ------------------------------------------------ | ----------------------- | --------------------------------------------- | ------------ | -------- |
| 2020.  | Национална спортска дворана Јојоги, Токио, Јапан | Индонезија Хари Сусанто | Француска Лукас Мазур · Француска Фостин Ноел | 23–21, 21–17 | Злато    |

### Свјетски шампионати
Жене појединачно
| Година | Мјесто одржавања такмичења                            | Противник        | Бодови       | Резултати |
| ------ | ----------------------------------------------------- | ---------------- | ------------ | --------- |
| 2017.  | Спортска дворана Донгчун, Улсан, Јужна Кореја         | Кина Ченг Хефанг | 14–21, 13–21 | Сребро    |
| 2019.  | Санкт Јакобсхале, Базел, Швајцарска                   | Кина Ченг Хефанг | 21–16, 21–16 | Злато     |
| 2024.  | Изложбена и конгресна дворана Патаје, Патаја, Тајланд | Кина Ченг Хефанг | 11–21, 9–21  | Сребро    |

Женски парови
| Година | Мјесто одржавања такмичења                            | Партнер                     | Противник                                                | Бодови              | Резултат |
| ------ | ----------------------------------------------------- | --------------------------- | -------------------------------------------------------- | ------------------- | -------- |
| 2017.  | Спортска дворана Донгчун, Улсан, Јужна Кореја         | Индонезија Халиматус Садија | Кина Ченг Хефанг · Кина Ма Хуихуи                        | 12–21, 19–21        | Бронза   |
| 2019.  | Санкт Јакобсхале, Базел, Швајцарска                   | Индонезија Халиматус Садија | Кина Ченг Хефанг · Кина Ма Хуихуи                        | 17–21, 12–21        | Сребро   |
| 2022.  | Национална спортска дворана Јојоги, Токио, Јапан      | Индонезија Халиматус Садија | Француска Ленаиг Моран · Француска Фостин Ноел           | 21–14, 16–21, 21–13 | Злато    |
| 2024.  | Изложбена и конгресна дворана Патаје, Патаја, Тајланд | Индонезија Халиматус Садија | Индонезија Манаси Јоши · Индонезија Туласимати Муругесан | 22–20, 21–17        | Злато    |

Мјешовити парови
| Година | Мјесто одржавања такмичења                            | Партнер                   | Противници                                              | Бодови       | Резутат |
| ------ | ----------------------------------------------------- | ------------------------- | ------------------------------------------------------- | ------------ | ------- |
| 2017.  | Спортска дворана Донгчун, Улсан, Јужна Кореја         | Индонезија Хари Сусанто   | Кина Јанг Ђангјуен · Кина Јанг Квинксја                 | 21–14, 21–14 | Злато   |
| 2019.  | Санкт Јакобсхале, Басел, Швајцарска                   | Индонезија Хари Сусанто   | Немачка Јан-Никлас Пот · Немачка Катрин Зајберт         | 21–4, 21–11  | Злато   |
| 2024.  | Изложбена и конгресна дворана Патаје, Патаја, Тајланд | Индонезија Хикмат Рамдани | Индонезија Фреди Сетиаван · Индонезија Халиматус Садија | 21–9, 21–16  | Злато   |

### Свјетске спортске игре способности
Женски сингл
| Година | Мјесто одржавања такмичења                      | Противник                   | Бодови       | Резултат | Референце |
| ------ | ----------------------------------------------- | --------------------------- | ------------ | -------- | --------- |
| 2023.  | Терминал 21 Корат Хол, Након Ратчасима, Тајланд | Индонезија Халиматус Садија | 21–12, 21–10 | Злато    | [ 14 ]    |

Женски парови
| Година | Мјесто одржавања такмичења                      | Парнер                      | Противници                                                          | Бодови       | Резултат | Референце |
| ------ | ----------------------------------------------- | --------------------------- | ------------------------------------------------------------------- | ------------ | -------- | --------- |
| 2023.  | Терминал 21 Корат Хол, Након Ратчасима, Тајланд | Индонезија Халиматус Садија | Индонезија Куонита Иктиар Сјакуро · Тајланд Ватини Нарамиткорнбурее | 21–11, 21–17 | Злато    | [ 15 ]    |
| 2023.  | Терминал 21 Корат Хол, Након Ратчасима, Тајланд | Индонезија Халиматус Садија | Индонезија Амуда Сараван · Индонезија Риди Радипкумар Такер         | 21–6, 21–6   | Злато    | [ 15 ]    |
| 2023.  | Терминал 21 Корат Хол, Након Ратчасима, Тајланд | Индонезија Халиматус Садија | Тајланд Нутвара Патитус · Тајланд Вандее Камтам                     | 21–7, 21–6   | Злато    | [ 15 ]    |

Мјешовити парови
| Година | Мјесто одржавања такмичења                      | Парнер                    | Противници                                              | Бодови      | Резултат | Референце |
| ------ | ----------------------------------------------- | ------------------------- | ------------------------------------------------------- | ----------- | -------- | --------- |
| 2023.  | Терминал 21 Корат Хол, Након Ратчасима, Тајланд | Индонезија Хикмат Рамдани | Индонезија Фреди Сетиаван · Индонезија Халиматус Садија | 21–8, 21–19 | Злато    | [ 16 ]    |

### Азијске параигре
Жене појединачно
| Година | Мјесто одржавања такмичења                    | Противник         | Бодови              | Резултат |
| ------ | --------------------------------------------- | ----------------- | ------------------- | -------- |
| 2014.  | Спортска дворана Гјејанг, Инчон, Јужна Кореја | Кина Суен Шоућуен | 21–15, 9–21, 13–21  | Бронза   |
| 2018.  | Истора Гелора Бунг Карно, Џакарта, Индонезија | Кина Ченг Хефанг  | 21–18, 18–21, 13–21 | Сребро   |
| 2022.  | Спортска дворана Бинђанг, Хангџоу, Кина       | Кина Ченг Хефанг  | 21–17, 13–21, 12–21 | Сребро   |

Женски парови
| Година | Мјесто одржавања такмичења                       | Партнер                     | Противници                                           | Бодови              | Резултат |
| ------ | ------------------------------------------------ | --------------------------- | ---------------------------------------------------- | ------------------- | -------- |
| 2014.  | Спортска дворана Гјејанг, Инчон, Јужна Кореја    | Индонезија Халиматус Садија | Јапан Норико Ито · Јапан Акико Сугино                | 21–17, 18–21, 19–21 | Сребро   |
| 2014.  | Спортска дворана Гјејанг, Инчон, Јужна Кореја    | Индонезија Халиматус Садија | Тајланд Вандее Камтам · Тајланд Судсајфон Јодпа      | 21–8, 21–16         | Сребро   |
| 2014.  | Спортска дворана Гјејанг, Инчон, Јужна Кореја    | Индонезија Халиматус Садија | Кина Ченг Хефанг · Кина Ма Хуихуи                    | 10–21, 16–21        | Сребро   |
| 2014.  | Спортска дворана Гјејанг, Инчон, Јужна Кореја    | Индонезија Халиматус Садија | Тајланд Нипада Сенсупа · Тајланд Чанида Сринавакул   | 21–10, 21–7         | Сребро   |
| 2018.  | Спортски стадион Бунг Карно, Џакарта, Индонезија | Индонезија Халиматус Садија | Кина Ченг Хефанг · Кина Ма Хуихуи                    | 21–15, 21–12        | Злато    |
| 2022.  | Спортска дворана Бинђанг, Хангџоу, Кина          | Индонезија Халиматус Садија | Индија Манаси Јоши · Индонезија Туласимати Муругесан | 21–16, 13–21, 21–14 | Злато    |

Мјешовити парови
| Година | Мјесто одржавања такмичења                       | Партнер                   | Противници                                              | Бодови       | Резултат |
| ------ | ------------------------------------------------ | ------------------------- | ------------------------------------------------------- | ------------ | -------- |
| 2014.  | Спортска дворана Гјејанг, Инчон, Јужна Кореја    | Индонезија Фреди Сетиаван | Индија Раж Кумар · Индија Парул Пармар                  | 21–14, 21–15 | Злато    |
| 2018.  | Спортски стадион Бунг Карно, Џакарта, Индонезија | Индонезија Хари Сусантo   | Тајланд Сирипонг Темарон · Тајланд Нипада Сенсупа       | 21—17, 21–10 | Злато    |
| 2022.  | Спортска дворана Бинђанг, Хангџоу, Кина          | Индонезија Хикмат Рамдани | Индонезија Фреди Сетиаван · Индонезија Халиматус Садија | 21—7, 21–8   | Злато    |

### АСЕАН параигре
Жене појединачно
| Година | Мјесто одржавања такмичења                     | Противник                | Бодови       | Резултат |
| ------ | ---------------------------------------------- | ------------------------ | ------------ | -------- |
| 2015.  | Singapore Sports Hub, Сингапур                 | Халиматус Садија         | 21–12, 21–14 | Злато    |
| 2017.  | Аксиата Арена, Куала Лумпур, Малезија          | Халиматус Садија         | 21–7, 21–12  | Злато    |
| 2023   | Бадминтон сала Мородок Техо, Пнон Пен, Камбоџа | Лиа Пријанти             | 21–6, 21–5   | Злато    |
| 2023   | Бадминтон сала Мородок Техо, Пнон Пен, Камбоџа | Халиматус Садија         | 23–21, 21–18 | Злато    |
| 2023   | Бадминтон сала Мородок Техо, Пнон Пен, Камбоџа | Чанида Сринавакул        | 21–8, 21–10  | Злато    |
| 2023   | Бадминтон сала Мородок Техо, Пнон Пен, Камбоџа | Ма. Сиело Димаин Хонасан | 21–7, 21–3   | Злато    |

Женски парови
| Година | Мјесто одржавања такмичења                     | Партнер          | Противнице                            | Бодови       | Резултат |
| ------ | ---------------------------------------------- | ---------------- | ------------------------------------- | ------------ | -------- |
| 2015.  | Singapore Sports Hub, Сингапур                 | Халиматус Садија | Ларти Сријанти                        | 21–7, 21–14  | Злато    |
| 2015.  | Singapore Sports Hub, Сингапур                 | Халиматус Садија | Нипада Сенсупа Чанида Сринавакул      | 21–9, 21–11  | Злато    |
| 2015.  | Singapore Sports Hub, Сингапур                 | Халиматус Садија | Ву Хај Тан Ноан Ти Наји               | 21–11, 21–15 | Злато    |
| 2015.  | Singapore Sports Hub, Сингапур                 | Халиматус Садија | Вандее Камтам Судсаифон Јодпа         | 21–14, 21–15 | Злато    |
| 2017.  | Аксиата Арена, Куала Лумпур, Малезија          | Халиматус Садија | Набила Ахмат Шариф Нурсјазвани Шахром | 21–5, 21–8   | Злато    |
| 2017.  | Аксиата Арена, Куала Лумпур, Малезија          | Халиматус Садија | Нипада Сенсупа Чанида Сринавакул      | 21–17, 21–5  | Злато    |
| 2017.  | Аксиата Арена, Куала Лумпур, Малезија          | Халиматус Садија | Нуен Ти Хонг Таји Ву Хај Тан          | 21–4, 21–3   | Злато    |
| 2017.  | Аксиата Арена, Куала Лумпур, Малезија          | Халиматус Садија | Дарунее Хенпраиван Ниса Кајеокунок    | 21–5, 21–6   | Злато    |
| 2023.  | Бадминтон сала Мородок Техо, Пном Пен, Камбоџа | Халиматус Садија | Лиа Пријанти Куонита Иктиар Сјакуро   | 21–6, 21–14  | Злато    |
| 2023.  | Бадминтон сала Мородок Техо, Пном Пен, Камбоџа | Халиматус Садија | Вандее Камтам Ватини Нарамиткорнбурее | 21–14, 21–5  | Злато    |
| 2023.  | Бадминтон сала Мородок Техо, Пном Пен, Камбоџа | Халиматус Садија | Чанида Сринавакул Нипада Сенсупа      | 21–16, 21–14 | Злато    |

Мјешовити парови
| Година | Мјесто одржавања такмичења                     | Партнер        | Противници                        | Бодови       | Резултат |
| ------ | ---------------------------------------------- | -------------- | --------------------------------- | ------------ | -------- |
| 2015.  | Singapore Sports Hub, Сингапур                 | Фреди Сетиаван | Дачатон Сенграјаку Нипада Сенсупа | 21–11, 21–11 | Злато    |
| 2017.  | Аксиата Арена, Куала Лумпур, Малезија          | Хари Сусанто   | Фреди Сетиаван Халиматус Садија   | 21–11, 21–13 | Злато    |
| 2023.  | Бадминтон сала Мородок Техо, Пном Пен, Камбоџа | Хикмат Рамдани | Фреди Сетиаван Халиматус Садија   | 21–15, 21–19 | Злато    |

### Свјетско коло за парабадминтон (19 титула, 9 другопласираних)
Свјетско коло парабадминтона – турнире 2., 1., 2. и 3. нивоа је одобрила Свјетска федерација за бадминтон од 2022. године.
Жене појединачно
| Година | Турнир                                       | Ниво   | Противник                 | Бодови              | Резултат       |
| ------ | -------------------------------------------- | ------ | ------------------------- | ------------------- | -------------- |
| 2023.  | Спаниш Парабадминтон Интернашонал            | Ниво 2 | Јапан Харука Фуђино       | 21–11, 14–21, 21–13 | Побједница     |
| 2023.  | Бразил Парабадминтон Интернашонал            | Ниво 2 | Француска Фостин Ноел     | 21–16, 21–11        | Побједница     |
| 2023.  | Тајланд Парабадминтон Интернашонал           | Ниво 2 | Кина Ченг Хефанг          | 13–21, 18–21        | Другопласирана |
| 2023   | Бахраин Парабадминтон Интернашонал           | Ниво 2 | Кина Ченг Хефанг          | 20–22, 12–21        | Другопласирана |
| 2023.  | Индонезија Парабадминтон Интернашонал        | Ниво 3 | Индија Ваишнави Пунејани  | 22–20, 21–14        | Побједница     |
| 2023   | Вестерн Аустралиа Парабадминтон Интернашонал | Ниво 2 | Индија Ваишнави Пунејани  | 17–21, 18–21        | Другопласирана |
| 2023.  | Дубаи Парабадминтон Интернашонал             | Ниво 2 | Кина Ченг Хефанг          | 15–21, 10–21        | Другопласирана |
| 2024.  | 4 Нешонс Парабадминтон Интернашонал          | Ниво 1 | Норвешка Хеле Софие Сагеј | 21–18, 21–12        | Побједница     |

Женски парови
| Година | Турнир                                       | Ниво   | Партнер                     | Противници                                       | Бодови              | Резултат       |
| ------ | -------------------------------------------- | ------ | --------------------------- | ------------------------------------------------ | ------------------- | -------------- |
| 2023.  | Спаниш Парабадминтон Интернашонал            | Ниво 2 | Индонезија Халиматус Садија | Индија Монаси Јоши · Индија Шантија Висванатан   | 21–9, 21–9          | Побједница     |
| 2023.  | Тајланд Парабадминтон Интернашонал           | Ниво 2 | Индонезија Халиматус Садија | Кина Сјао Цусјен · Кина Јанг Ћусја               | 16–21, 21–8, 18–21  | Другопласирана |
| 2023.  | Бахраин Парабадминтон Интернашонал           | Ниво 2 | Индонезија Халиматус Садија | Индија Манаси Јоши · Индија Туласимати Муругесан | 21–19, 19–21, 21–10 | Побједница     |
| 2023.  | Канада Парабадминтон Интернашонал            | Ниво 1 | Индонезија Халиматус Садија | Индија Монаси Јоши · Индија Туласимати Муругесан | 21–9, 23–25, 22–24  | Другопласирана |
| 2023.  | 4 Нашонс Парабадминтон Интернашонал          | Ниво 1 | Индонезија Халиматус Садија | Индија Монаси Јоши · Индија Туласимати Муругесан | 18–21, 22–20, 12–21 | Другопласирана |
| 2023.  | Индонезиа Парабадминтон Интернашонал         | Ниво 3 | Индонезија Халиматус Садија | Турска Тугче Челик · Индија Ваишнави Пунејани    | 21–18, 21–15        | Побједница     |
| 2023.  | Вестерн Аустралиа Парабадминтон Интернашонал | Ниво 2 | Индонезија Халиматус Садија | Индија Монаси Јоши · Индија Туласимати Муругесан | 22–24, 21–19, 21–17 | Побједница     |
| 2023.  | Јапан Парабадминтон Интернашонал             | Ниво 2 | Индонезија Халиматус Садија | Индија Монаси Јоши · Индија Туласимати Муругесан | 16–21, 11–21        | Другопласирана |
| 2023.  | Дубаи Парабадминтон Интернашонал             | Ниво 2 | Индонезија Халиматус Садија | Индија Манаси Јоши · Индија Туласимати Муругесан | 21–15, 14–21, 6–21  | Другопласирана |

Мјешовити парови
| Година | Турнир                               | Ниво    | Партнер                   | Противници                                              | Бодови              | Резултат   |
| ------ | ------------------------------------ | ------- | ------------------------- | ------------------------------------------------------- | ------------------- | ---------- |
| 2023.  | Спаниш Парабадминтон Интернашонал    | Ниво 2  | Индонезија Хикмат Рамдани | Индија Чираг Барета · Индија Мандип Каур                | 21–11, 21–12        | Побједница |
| 2023.  | Бразил Парабадминтон Интернашонал    | Ниво 2  | Индонезија Хикмат Рамдани | Индија Кумар Нитеш · Индија Туласимати Муругесан        | 21–18, 21–9         | Побједница |
| 2023.  | Тајланд Парабадминтон Интернашонал   | Ниво 2  | Индонезија Хикмат Рамдани | Француска Лукас Мазур · Француска Фостин Ноел           | 21–3, 21–19         | Побједница |
| 2023.  | Бахраин Парабадминтон Интернашонал   | Ниво 2  | Индонезија Хикмат Рамдани | Индонезија Фреди Сетиаван · Индонезија Халиматус Садија | 21–7, 16–21, 21–15  | Побједница |
| 2023.  | Канада Парабадминтон Интернашонал    | Ниво 1  | Индонезија Хикмат Рамдани | Индонезија Фреди Сетиаван · Индонезија Халиматус Садија | 21–12, 19–21, 21–12 | Побједница |
| 2023.  | 4 Нашонс Парабадминтон Интернашонал  | Ниво 1  | Индонезија Хикмат Рамдани | Индија Прамод Багат · Индија Маниша Рамадас             | 21–17, 21–17        | Побједница |
| 2023   | Индонезиа Парабадминтон Интернашонал | Ниво 3  | Индонезија Хикмат Рамдани | Индонезија Фреди Сетиаван · Индонезија Халиматус Садија | 21–10, 21–17        | Побједница |
| 2023.  | Јапан Парабадминтон Интернашонал     | Ниво 2  | Индонезија Хикмат Рамдани | Индонезија Фреди Сетиаван · Индонезија Халиматус Садија | 21–15, 21–13        | Побједница |
| 2023.  | Дубаи Парабадминтон Интернашонал     | Level 2 | Индонезија Хикмат Рамдани | Индија Прамод Багат · Индија Маниша Рамадас             | 21–14, 21–11        | Побједница |
| 2024.  | Бахраин Парабадминтон Интернашонал   | Ниво 2  | Индонезија Фреди Сетиаван | Индија Јагадеш Дили · Италија Роса Ефомо Де Марко       | 21–8, 21–15         | Побједница |
| 2024.  | 4 Нашонс Парабадминтон Интернашоналl | Ниво 1  | Индонезија Хикмат Рамдани | Индонезија Фреди Сетиаван · Индонезија Халиматус Садија | 21–9, 21–11         | Побједница |

### Међународни турнири (35 титула, 6 другопласираних)
Жене појединачно
| Година | Турнир                               | Противник                   | Бодови              | Резултат       |
| ------ | ------------------------------------ | --------------------------- | ------------------- | -------------- |
| 2014.  | Индонезиа Парабадминтон Интернашонал | Индонезија Халиматус Садија | 21–8, 21–12         | Побједница     |
| 2015.  | Индонезиа Парабадминтон Интернашонал | Индонезија Халиматус Садија | 21–8, 21–10         | Побједница     |
| 2016.  | Индонезиа Парабадминтон Интернашонал | Јапан Ајако Сузуки          | 15–21, 8–21         | Другопласирана |
| 2017.  | Тајланд Парабадминтон Интернашонал   | Тајланд Нипада Сенсупа      | 21–11, 21–8         | Побједница     |
| 2018.  | Дубаи Парабадминтон Интернашонал     | Турска Зехра Балаш          | 21–11, 21–7         | Побједница     |
| 2018.  | Ајриш Парабадминтон Интернашонал     | Норвешка Хеле Софие Сагеј   | 21–8, 21–10         | Побједница     |
| 2018.  | Тајланд Парабадминтон Интернашонал   | Француска Фостин Ноел       | 21–2, 21–12         | Побједница     |
| 2018.  | Аустралиа Парабадминтон Интернашонал | Јапан Ајако Сузуки          | 17–21, 18–21        | Другопласирана |
| 2019.  | Туркиш Парабадминтон Интернашонал    | Кина Ma Хуихуи              | 21–17, 21–16        | Побједница     |
| 2019.  | Дубаи Парабадминтон Интернашонал     | Кина Ченг Хефанг            | 15–21, 15–21        | Другопласирана |
| 2019.  | Канада Парабадминтон Интернашонал    | Јапан Харука Фуђино         | 21–12, 21–12        | Побједница     |
| 2019.  | Ајриш Парабадминтон Интернашонал     | Норвешка Хеле Софие Сагеј   | 14–21, 21–12, 21–11 | Побједница     |
| 2020.  | Бразил Парабадминтон Интернашонал    | Кина Ченг Хефанг            | 16–21, 21–16, 14–21 | Другопласирана |
| 2021.  | Дубаи Парабадминтон Интернашонал     | Француска Фостин Ноел       | 21–17, 21–11        | Побједница     |
| 2021.  | Дубаи Парабадминтон Интернашонал     | Холандија Софи Ван дер Брок | 21–4, 21–5          | Побједница     |
| 2021.  | Дубаи Парабадминтон Интернашонал     | Норвешка Хеле Софие Сагеј   | 21–11, 21–17        | Побједница     |
| 2021.  | Дубаи Парабадминтон Интернашонал     | UAE Салама Ал Хатери        | 21–1, 21–6          | Побједница     |

Женски парови
| Година | Турнир                               | Партнер                     | Противници                                         | Бодови             | Резултат   |
| ------ | ------------------------------------ | --------------------------- | -------------------------------------------------- | ------------------ | ---------- |
| 2014.  | Индонезиа Парабадминтон Интернашонал | Индонезија Халиматус Садија | Тајланд Нипада Сенсупа · Тајланд Чанида Сринавакул | 21–13, 21–16       | Побједница |
| 2015.  | Индонезиа Парабадминтон Интернашонал | Индонезија Халиматус Садија | Тајланд Вандее Камтам · Јапан Мамико Тојода        | 21–7, 21–19        | Побједница |
| 2016.  | Индонезиа Парабадминтон Интернашонал | Индонезија Халиматус Садија | Тајланд Нипада Сенсупа · Тајланд Чанида Сринавакул | 21–19, 21–14       | Побједница |
| 2017.  | Ајриш Парабадминтон Интернашонал     | Тајланд Вандее Камтам       | Јапан Мамико Тојода · Јапан Асами Јамада           | 21–13, 21–13       | Побједница |
| 2018.  | Дубаи Парабадминтон Интернашонал     | Француска Фостин Ноел       | Турска Зехра Балаш · Индија Манаси Јоши            | 21–17, 21–7        | Побједница |
| 2018.  | Ајриш Парабадминтон Интернашонал     | Индонезија Халиматус Садија | Норвешка Хеле Софие Сагеј · Немачка Катрин Зајберт | 21–16, 21–9        | Побједница |
| 2018.  | Тајланд Парабадминтон Интернашонал   | Индонезија Халиматус Садија | Тајланд Нипада Сенсупа · Тајланд Чанида Сринавакул | 21–9, 21–8         | Побједница |
| 2018.  | Аустралиа Парабадминтон Интернашонал | Индонезија Халиматус Садија | Јапан Норико Ито · Јапан Ајако Сузуки              | 21–12, 21–14       | Побједница |
| 2019.  | Дубаи Парабадминтон Интернашонал     | Индонезија Халиматус Садија | Кина Ченг Хефанг · Кина Ма Хуихуи                  | 8–21, 21–12, 21–16 | Побједница |
| 2019.  | Канада Парабадминтон Интернашонал    | Индонезија Халиматус Садија | Јапан Норико Ито · Јапан Ајако Сузуки              | 21–13, 21–18       | Побједница |
| 2019.  | Ајриш Парабадминтон Интернашонал     | Индонезија Халиматус Садија | Француска Линаиг Моран · Француска Фостин Ноел     | 21–11, 21–18       | Побједница |
| 2020.  | Бразил Парабадминтон Интернашонал    | Индонезија Халиматус Садија | Кина Ченг Хефанг · Кина Ма Хуихуи                  | 21–15, 21–19       | Побједница |
| 2021.  | Дубаи Парабадминтон Интернашонал     | Индонезија Халиматус Садија | Француска Линаиг Моран · Француска Фостин Ноел     | 21–15, 21–16       | Побједница |

Мјешовити парови
| Година | Турнир                               | Партнер                   | Противници                                              | Бодови              | Резултат       |
| ------ | ------------------------------------ | ------------------------- | ------------------------------------------------------- | ------------------- | -------------- |
| 2014.  | Индонезиа Парабадминтон Интернашонал | Индонезија Фреди Сетиаван | Индонезија Сурјо Нугрохо · Индонезија Халиматус Садија  | 19–21, 17–21        | Другопласирана |
| 2015.  | Индонезиа Парабадминтон Интернашонал | Индонезија Фреди Сетиаван | Индонезија Арја Садева · Индонезија Сријанти            | 21–9, 21–7          | Побједница     |
| 2016   | Индонезиа Парабадминтон Интернашонал | Индонезија Фреди Сетиаван | Индонезија Хари Сусанто · Индонезија Халиматус Садија   | 21–13, 21–16        | Побједница     |
| 2017.  | Тајланд Парабадминтон Интернашонал   | Индонезија Хари Сусанто   | Француска Лукас Мазур · Француска Фостин Ноел           | 21–7, 21–11         | Побједница     |
| 2018.  | Дубаи Парабадминтон Интернашонал     | Индонезија Хари Сусанто   | Француска Лукас Мазур · Француска Фостин Ноел           | 21–18, 21–18        | Побједница     |
| 2018.  | Ајриш Парабадминтон Интернашонал     | Индонезија Хари Сусанто   | Индонезија Фреди Сетиаван · Индонезија Халиматус Садија | 21–5, 21–15         | Побједник      |
| 2018.  | Тајланд Парабадминтон Интернашонал   | Индонезија Хари Сусанто   | Индонезија Фреди Сетиаван · Индонезија Халиматус Садија | 21–5, 21–10         | Побједница     |
| 2018.  | Аустралиа Парабадминтон Интернашонал | Индонезија Двијоко        | Француска Гијом Гејли · Француска Вероник Бро           | 19–21, 21–8, 21–10  | Побједница     |
| 2019.  | Туркиш Парабадминтон Интернашонал    | Индонезија Хари Сусанто   | Кина Oу Веј · Кина Ченг Хефанг                          | 21–9, 21–13         | Побједница     |
| 2019.  | Дубаи Парабадминтон Интернашонал     | Индонезија Хари Сусанто   | Француска Лукас Мазур · Француска Фостин Ноел           | 21–19, 21–15        | Побједница     |
| 2019.  | Канада Парабадминтон Интернашонал    | Индонезија Хари Сусанто   | Француска Лукас Мазур · Француска Фостин Ноел           | 21–16, 15–21, 21–13 | Побједница     |
| 2019.  | Ајриш Парабадминтон Интернашонал     | Индонезија Хари Сусанто   | Француска Лукас Мазур · Француска Фостин Ноел           | 16–21, 21–16, 21–10 | Побједница     |
| 2020.  | Бразил Парабадминтон Интернашонал    | Индонезија Хари Сусанто   | Француска Лукас Мазур · Француска Фостин Ноел           | 21–16, 21–9         | Побједница     |
| 2021.  | Дубаи Парабадминтон Интернашонал     | Индонезија Хари Сусанто   | Француска Лукас Мазур · Француска Фостин Ноел           | 12–21, 21–19, 19–21 | Другопласирана |